# 川端町 (豊田市)
川端町（かわばたちょう）は、愛知県豊田市の地名。

## 地理

### 河川・池沼
- 矢作川

### 交通
- 国道153号

### 施設
- 川端公園

## 歴史

### 地名の由来
矢作川に由来する。

### 沿革
- 江戸時代 - 三河国碧海郡川端村として所在[2]。岡崎藩領[2]。
- 1889年（明治22年） - 碧海郡畝部村大字川端となる[2]。
- 1906年（明治39年） - 碧海郡上郷村大字川端となる[2]。
- 1961年（昭和36年） - 碧海郡上郷町大字川端となる[2]。
- 1964年（昭和39年） - 豊田市川端町となる[2]。
- 1967年（昭和42年） - 大部分が畝部東町となる[2]。

### WEB
1. ↑  “愛知県豊田市の町丁・字一覧”.   人口統計ラボ. 2024年2月26日閲覧。
2. ↑  “読み仮名データの促音・拗音を小書きで表記するもの(zip形式) 愛知県” (zip).   日本郵便 (2024年2月29日). 2024年3月26日閲覧。
3. ↑  “市外局番の一覧” (PDF).   総務省 (2022年3月1日). 2022年3月22日閲覧。
4. ↑  “ナンバープレートについて”.   一般社団法人愛知県自動車会議所. 2024年1月21日閲覧。

### 書籍
1. ↑  「角川日本地名大辞典」編纂委員会 1989, p. 454.
2. 1 2 3 4 5 6 7  「角川日本地名大辞典」編纂委員会 1989, p. 455.